# Bernat de Fonollar
|  | Pel poeta valencià del segle xv–xvi, vegeu Bernat Fenollar |

Bernat de Fonollar fou un noble de la Corona d'Aragó que pel que sembla va morir el 1326. Concretament va ser vicegerent de la procuradoria general a Catalunya que depenia de Jaume el Just i fou el senyor de Sitges i posteriorment de Campdàsens. També és conegut per haver escrit diversos textos literaris. La seva segona dona fou Blanca d'Abella

## Biografia
La filla de Guillem de Viladecols o de Sitges, Agnès de Sitges es casà amb Berenguer de Fonollar el 1274 tot aportant en dot la sots-castlania de Campdàsens. Tots dos la cediren, el 1306, al seu net Bernat de Fonollar, conseller i viceprocurador reial, prèvia conformitat, com a senyor directe que era, de Jaume II.
A partir d'aquest moment es produïren les baralles entre Bernat de Centelles i els Fonollar-Sitges, enfrontats pel castell de Sitges, que s'incrementaren al final de segle quan el fill del de Centelles, també anomenat Bernat, es casà amb Saurina de Terrassa, castlana d'Eramprunyà, i Campdàsens passà a ser de la seva competència. Les disputes finalitzaren quan Bernat de Fonollar arrodoní la propietat el 1320, tot comprant la castlania de Campdàsens. Poc després, el 1321, el rei li atorgà «graciosament i vitalícia» el mer i mixt imperi, és a dir, la jurisdicció civil i criminal i tots els drets jurisdiccionals que tenia sobre els castells de Sitges i de Campdàsens. Així es reduïa l'estratificació feudal a dos nivells: el rei, com a senyor eminent, i Bernat de Fonollar, que acumulava el mer i mixt imperi, la castlania, i la sotscastlania.
Existeix una àpoca de 300 sous barcelonins datada el 28 de juny de 1324 en la qual Bernat de Fonollar pagava al pintor barceloní Ferrer Bassa la decoració de les capelles de Sant Miquel i de Sant Pere Màrtir de l'antiga església parroquial de Sitges; una altra per import de 30 sous entre els mateixos intervinents liquidava la pintura de dues creus per les esmentades capelles.
En el seu testament escrit el 9 de juny de 1326, Bernat de Fonollar en la seva mort deixà el castell de Campdàsens a la Pia Almoina de la Seu de Barcelona però amb usdefruit de la seva dona Blanca que va morir el 1353. Ara bé, com que el mer i mixt imperi havia estat cedit a Bernat de Fonollar només vitalíciament, a la seva mort, tornà al rei, que el conservà fins al final de segle xiv. El 20 d'octubre de 1385 el rei Pere IV en feu donació, juntament amb el de Garraf, Sitges i Miralpeix, al seu cunyat Bernat de Fortià. Caigut aquest en desgràcia, tornà al domini reial el 1387 i fou venut finalment el 1390 a la Pia Almoina, que acumulava tots els drets dominicals i jurisdiccionals sobre Campdàsens. Es consumà així la segregació total d'aquest territori de l'antic terme de la baronia d'Eramprunyà.
És sebollit en un sepulcre medieval a l'església de Santa Tecla i de Sant Bartomeu de Sitges, al lateral esquerre de la nau central, molt a prop de l'entrada principal, amb la seva esposa Blanca d'Abella.